# Thomas Müller (Unternehmer)
Thomas Müller (* 18. Februar 1967 in Rosenheim) ist ein deutscher Unternehmer, Investor und Autor.

## Leben

### Jugend
1980 bekam Thomas Müller von seinem Vater AEG-Aktien, wodurch sein Börseninteresse geweckt wurde.
1987 schloss Thomas Müller seine Lehre zum Einzelhandelskaufmann ab, bestand im gleichen Jahr als Externer die Fachoberschulprüfung und begann ein BWL-Studium an der Fachhochschule Rosenheim. Das Studium brach er ohne Abschluss ab.

### Gründung Börsenverlag
Der große Aktien-Crash am 19. Oktober 1987 war für ihn der Auslöser, den Börsenverlag zu gründen.
1987 startete er seinen ersten Börsendienst, in dem es um Options-Tradings ging und bereits 1988 folgte der zweite Börsenbrief mit Schwerpunkt Aktien-Trading.

### boerse.de
Seit Dezember 1998 pachtet Thomas Müller die Domain boerse.de von Gründer Willi Rauffer. Ab 1999 erfolgte die Entwicklung des Finanzportals. Boerse.de ist nach eigenen Angaben „Europas erstes Finanzportal“ und bietet heute ein breitgefächertes Angebot an Informationen rund um die Themen Börse, Aktien und Vermögensbildung an. Boerse.de wurde vom Deutschen Aktieninstitut (DAI) im Jahr 2001 für seine Qualität und für seine zuverlässigen Unternehmensinformationen mit dem 1. Preis ausgezeichnet.

### Anlagestrategien
In der Börseneuphorie ab Mitte der 1990er-Jahre entstand Thomas Müllers These, dass regelbasierte Anlagestrategien anderen Ansätzen überlegen sind.
Schließlich erwuchs aus der Börsenblase von 1999/2000 ein neuer Analyse-Ansatz, in dessen Zentrum die Überlegung steht, dass die Ergebnisse technischer Aktien-Analysen erheblich verbessert werden können, wenn die Komponente Anlagequalität berücksichtigt wird.
Auf Basis solcher Grundüberlegungen entstanden Anfang der 2000er-Jahre die Performance-Analyse zur Aktienauswahl sowie die „TM-Strategie“ als Trendfolgeansatz auf Basis der 200-Tage-Linie.
Ab 2005 forschte und publizierte Thomas Müller viel in Richtung Börsenzyklen, wobei er vor allem längerfristig ausgelegte Zyklen-Prognosen im Blick hatte. Seit 2010 liegt das Schwergewicht auf Überlegungen zur Portfoliostrukturierung, woraus der „boerse.de Champions Defensiv-Index“ (BCDI) entstand.

### boerse.de-Aktienfonds
Im November 2016 startete der von Thomas Müller konzipierte „BCDI Aktienfonds“. Dieser Fonds investierte anfangs auf Grundlage des boerse.de-Champions-Defensiv-Index (BCDI) in insgesamt 25 internationale Unternehmen, deren Aktien sich als relativ risikoarme Geldanlagen qualifiziert haben. Im September 2019 wurde der „BCDI Aktienfonds“ umbenannt in „boerse.de-Aktienfonds“, und die Portfolio-Beschränkung auf 25 Unternehmen wurde aufgehoben. Stand November 2019 investiert der boerse.de-Aktienfonds in 32 Unternehmen.

### Börsenmuseum
Im Juli 2017 eröffnete Thomas Müller in Rosenheim das erste deutsche Börsenmuseum (Mitglied im Deutschen Museumsbund). Anhand verschiedener Themenschwerpunkte wie Börsenwissen, Börsengeschichte, Börsen-Crashs und Börsenstrategien wird gezeigt, welche Gewinnchancen die Börsen langfristig eröffnen und wie Anleger sinnvoll investieren können.

## Buchpublikationen
- Das Börsenbuch. TM Börsenverlag AG, Rosenheim 2014, ISBN 3-930851-81-4.
- Meine liebsten Börsen-Zitate. TM Börsenverlag AG, Rosenheim 2009, ISBN 3-930851-74-1.
- Anlagezyklen II. TM Börsenverlag AG, Rosenheim 2009, ISBN 3-930851-68-7.
- Anlagezyklen I. TM Börsenverlag AG, Rosenheim 2007, ISBN 3-930851-67-9.
- Das große Buch der technischen Indikatoren. TM Börsenverlag AG, Rosenheim 2007, ISBN 3-930851-65-2.
- Gewinnen mit Börsenzyklen. TM Börsenverlag AG, Rosenheim 2007, ISBN 3-930851-74-1.
- EUREX Basiswissen. TM Börsenverlag AG, Rosenheim 2000, ISBN 3-930851-40-7.